# Göttinger Digitalisierungszentrum

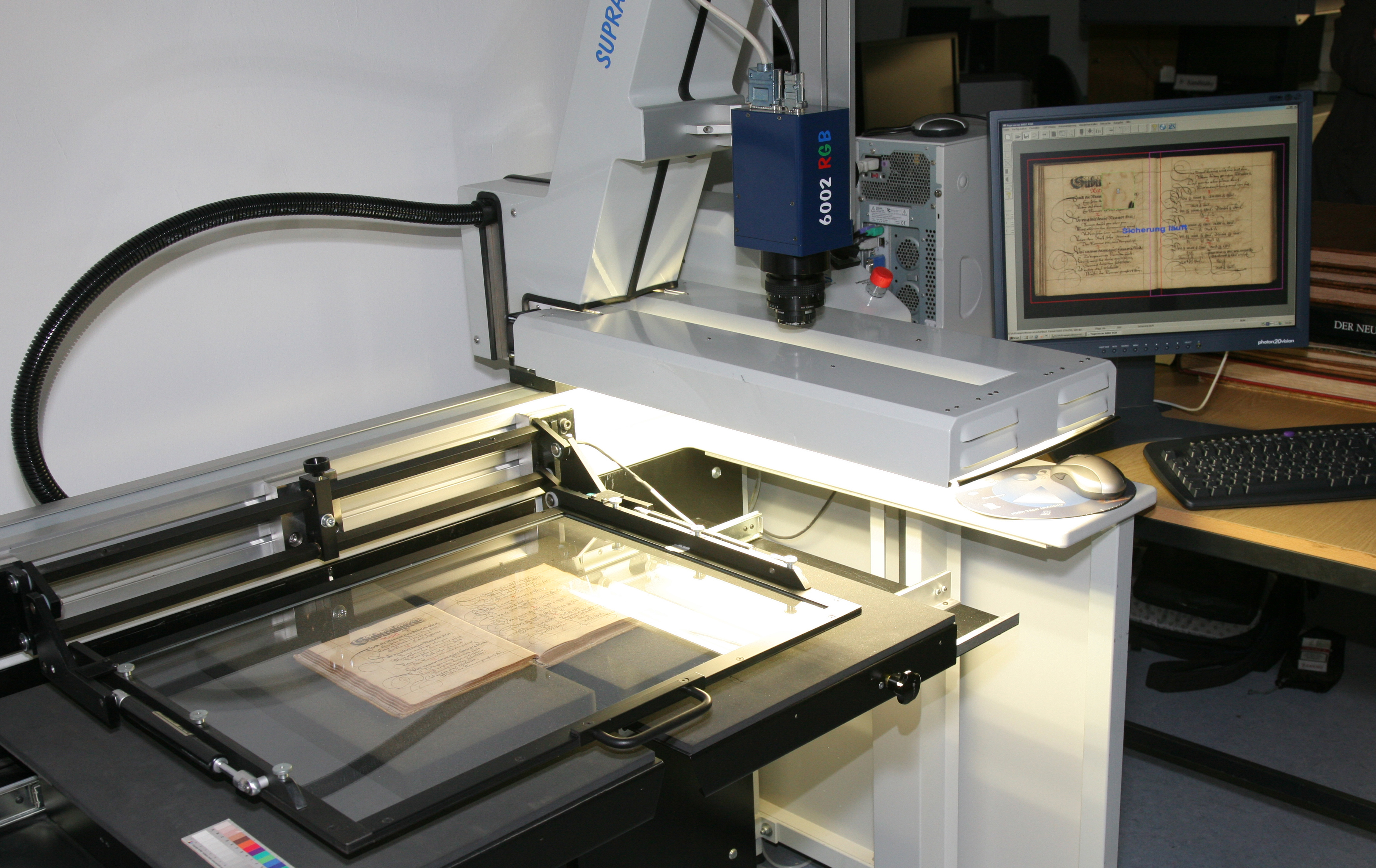
Ein Scanner des GDZ im Einsatz

Das Göttinger Digitalisierungszentrum (GDZ) ist eine Einrichtung der Niedersächsischen Staats- und Universitätsbibliothek Göttingen (SUB Göttingen) zur Retrodigitalisierung und Langzeitarchivierung historischer Buchbestände. Es wurde 1997 gegründet. Unter der Federführung von Elmar Mittler wurde es unter der Leitung von Norbert Lossau mit Mitteln der Deutschen Forschungsgemeinschaft zu einem internationalen Kompetenz- und Servicezentrum für Bibliotheken und wissenschaftliche Institutionen auf dem Feld der Retrodigitalisierung ausgebaut.
Zu den wichtigsten Projekten des GDZ zählen das Projekt GUTENBERG DIGITAL mit der Digitalisierung und Erschließung der Göttinger Gutenberg-Bibel, die Beteiligung am Angebot von DigiZeitschriften und mit dem DigiWunschbuch das gebührenpflichtige Digitalisieren von Büchern aus dem Bestand der SUB Göttingen (oder Einsendungen) im Auftrag von Einzelpersonen und/oder Körperschaften. Die digitalen Sammlungen des GDZ enthalten Autobiographien, Reiseschriften (Itineraria), Karten, Mathematika, Nord-Amerikana, Sibirica, Wissenschaftsgeschichte, Zoologika und Varia sowie unikale Bestände des 17. und 18. Jahrhunderts. Insgesamt sind bislang mehr als 17.000 Titel und 10 Millionen Seiten digitalisiert worden (Stand: 2013, 60.000 Titel Stand 2016, 15 Mio. Seiten, Stand 2017).
Die technische Ausstattung des GDZ umfasst zurzeit (Stand: Oktober 2010) neun Scanner, darunter fünf Tischscanner, einen Scan Robot, einen Buchscanner, einen Kartenscanner und einen Grazer Buchtisch.